# Rudolf Margolius
Rudolf Margolius (ur. 31 sierpnia 1913 w Pradze, zm. 3 grudnia 1952, tamże) – czechosłowacki wiceminister handlu zagranicznego w latach 1949–1952, skazany na śmierć w procesie Slánskiego.

## Życiorys
Rudolf Margolius urodził się w 1913 w rodzinie Vítězslava i Berty Margoliusów w Pradze w Vinohradach przy ul. Nerudovej (obecnie ul. Polska). Ukończył gimnazjum realne przy ulicy Slovenskej w Vinohradach, a następnie, w latach 1932–1937, studiował prawo na Uniwersytecie Karola. Studia ukończył w 1937 uzyskując tytuł doktora prawa. W czasie studiów był członkiem YMCA, pod którego auspicjami podróżował po Europie i Stanach Zjednoczonych. Od października 1937 do marca 1939 Margolius służył w 5. pułku piechoty Tomáša Masaryka w Pradze, gdzie odbył służbę wojskową jako porucznik rezerwy. Służył razem z kompozytorem Janem Hanušem.
Margolius został deportowany w 1941 do getta łódzkiego, a w 1944 został wywieziony do KL Auschwitz, a następnie do Dachau, z którego uciekł pod koniec kwietnia 1945. W maju 1945 pracował jako komendant obozu dla uchodźców w Garmisch-Partenkirchen. Pod koniec 1945 dołączył do Komunistycznej Partii Czechosłowacji, na co wpłynęło jego życie w getcie, obozach koncentracyjnych oraz śmierć jego rodziny z rąk hitlerowców. Wierzył, że pod rządami komunistów nie będzie prześladowań ze względu na pochodzenie czy rasę.
Od 1945 do 1949 pracował w Centralnym Związku Przemysłu Czechosłowackiego w Pradze. Następnie był kierownikiem gabinetu ministra handlu zagranicznego (1948–1949). W latach 1949–1952 był wiceministrem handlu zagranicznego (ministrem w tym czasie był Antonín Gregor) i zarządzał sektorem handlu z państwami kapitalistycznymi. Osobiście w imieniu Czechosłowacji w 1949 w Londynie wynegocjował i podpisał istotne i korzystne dla Czechosłowacji umowy gospodarcze z Ernestem Bevinem i sir Williamem Strangiem reprezentującymi brytyjski rząd. Władze czechosłowackie były zadowolone z przebiegu negocjacji nakazując uhonorowanie ich uczestników.
Margolius został aresztowany 10 stycznia 1952 i oskarżony o zdradę stanu, szpiegostwo, sabotaż i organizację żydowskiego spisku mającego na celu obalenie rządu. Po miesiącach aresztu oraz fizycznych i psychologicznych nacisków Służby Bezpieczeństwa oraz służb radzieckich został zmuszony do podpisania oświadczenia, że uczestniczył w domniemanym spisku przeprowadzonym przez Rudolfa Slánskiego. Został zmuszony do tego, ponieważ pomimo nacisków ZSRR by koncentrować gospodarkę na krajach komunistycznych, był zaangażowany w pertraktacje z krajami kapitalistycznymi. Był jedną z 11 osób skazanych na karę śmierci, spośród 14 oskarżonych w procesie Slánskiego. Wyroki śmierci dla jedenastu z czternastu oskarżonych zapadły w Moskwie i Komitecie Centralnym Komunistycznej Partii Czechosłowacji. Egzekucję wykonano 3 grudnia 1952. Przed wykonaniem wyroku Margolius nie odezwał się ani słowem.

### Życie prywatne
Żoną Margoliusa była pisarka i tłumaczka Heda Margolius Kovály (dawn. Heda Bloch). Ich synem jest Ivan Margolius – czeski architekt.

## Rehabilitacja

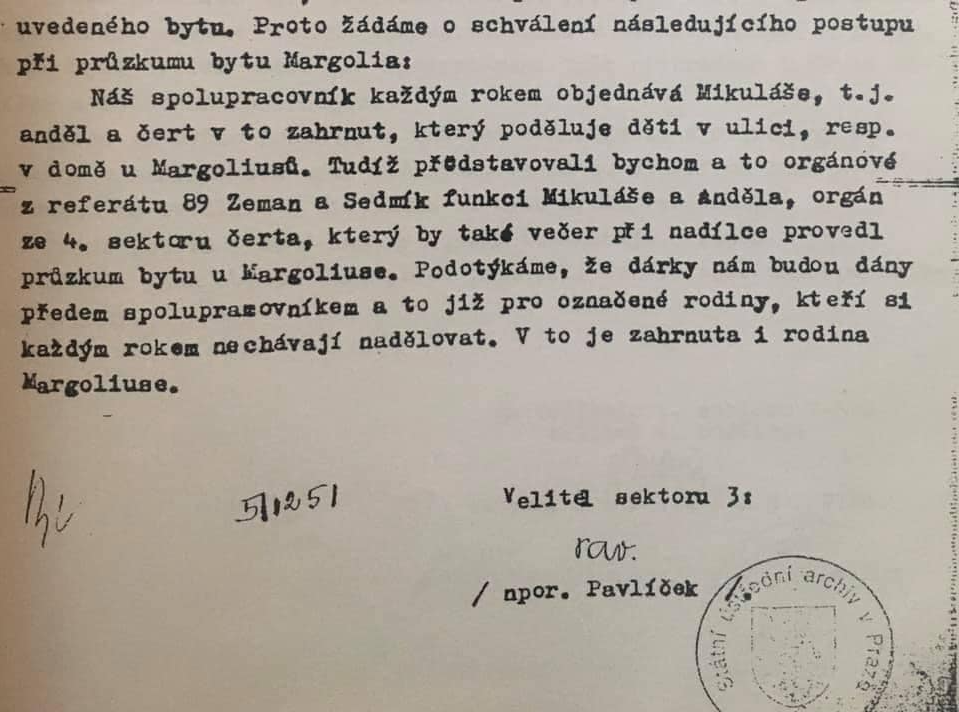
Zapis inwigilacji mieszkania Margoliusa w 1951 roku. Agenci StB wykorzystali przebrania Mikołaja, Czerta i Anioła do „infiltracji” mieszkania

W 1963 Sąd Najwyższy zrehabilitował skazanych w procesie Slánskiego. W 1968 prezydent Czechosłowacji Ludvík Svoboda nadał Margoliusowi pośmiertnie Order Republiki.
Margolius był prawnikiem i ekonomistą – nie jest postrzegany jako bezpośredni uczestnik polityki komunistycznej i wprowadzania stalinizmu w Czechosłowacji, w przeciwieństwie do innych skazanych w procesie, takich jak Slansky czy Vladimír Clementis nie był bezpośrednio zaangażowany w polityczne machinacje czy opresyjną politykę partii komunistycznej.

## Upamiętnienie
- „Le Procès – Praga 1952” (2022), francuski film dokumentalny reżyserki Ruth Zylberman(inne języki) opowiadający o procesie Slánskiego. W filmie wypowiadają się m.in. członkowie rodzin Slánskiego i Margoliusa[10].
- Tablica pamiątkowa poświęcona Rudolfowi Margoliusowi znajduje się na rodzinnym grobowcu na Nowym Cmentarzu Żydowskim w Pradze(inne języki) (sektor 21, rząd 13, działka 33) bezpośrednio za grobem Franza Kafki[11].